# 1909 no cinema

## Eventos
- Em 26 de setembro de 1909, foi fundado, na Polônia, o cinema Helios Welt-Kino-Theater, que em 2005 foi considerado pelo Guinnes Book o cinema mais antigo do mundo em funcionamento.

## Nascimentos
| Data            | Nome                  | Profissão       | Nacionalidade              | Observações | Ref |
| --------------- | --------------------- | --------------- | -------------------------- | ----------- | --- |
| 9 de fevereiro  | Carmen Miranda        | atriz e cantora | Portugal                   | m. 1955     |     |
| 22 de Fevereiro | Lícia Magna           | atriz           | Brasil                     | m. 2007     |     |
| 16 de Maio      | Margaret Sullavan     | atriz           | Estados Unidos             | m. 1960     |     |
| 7 de Junho      | Jessica Tandy         | atriz           | Reino Unido                | m. 1994     |     |
| 16 de Junho     | Sidney Salkow         | cineasta        | Estados Unidos             | m. 2000     |     |
| 20 de Junho     | Errol Flynn           | ator            | Austrália / Estados Unidos | m. 1959     |     |
| 23 de Junho     | Xisto Guzzi           | ator            | Brasil                     | m. 1994     |     |
| 26 de Agosto    | Jim Davis             | ator            | Estados Unidos             | m. 1981     |     |
| 7 de setembro   | Elia Kazan            | realizador      | Grécia / Estados Unidos    | m. 2003     |     |
| 9 de Dezembro   | Douglas Fairbanks Jr. | ator            | Estados Unidos             | m. 2000     |     |

## Mortes
| Data | Nome | Profissão | Nacionalidade | Observações | Ref |
| ---- | ---- | --------- | ------------- | ----------- | --- |